# Ушаков, Иван Фёдорович
Иван Фёдорович Ушаков (2 марта 1921, г. Верхнеуральск — 16 ноября 2002, Мурманск) — российский историк и педагог. Доктор исторических наук, профессор Мурманского государственного педагогического института (университета), действительный член Российской академии педагогических и социальных наук (1996).
Почётный гражданин города-героя Мурманска.

## Биография
Родился 2 марта 1921 года в городе Верхнеуральск Оренбургской губернии (ныне Челябинской области). Детство прошло в деревне Малиново Юрьевского уезда Костромской губернии, где он окончил семь классов. Затем поступил в Вичужский педагогический техникум и после его окончания некоторое время работал учителем начальной школы.
В сентябре 1939 года призван в ряды РККА. Службу проходил на территории Украины и Молдавии, где и встретил начало Великой Отечественной войны. Воевал на 1-м Украинском фронте, командовал пехотным отделением, находился на передовой. Участвовал в освобождении Украины, Румынии, Венгрии, Югославии, Австрии. Дважды был ранен, контужен.
Осенью 1945 года демобилизован, после чего приехал в Магнитогорск. Год проработал в Магнитогорской начальной школе, затем продолжил образование в Магнитогорском педагогическом институте (ныне — Магнитогорский государственный университет). В 1949 году опубликовал свою первую научную работу «К вопросу об использовании руд горы Магнитной до Великой Октябрьской социалистической революции», определившую его круг научных интересов, связанных с историей России в дореволюционный период.
По окончании института поступил в аспирантуру Ленинградского педагогического института имени М. Н. Покровского.
В июне 1953 года защитил кандидатскую диссертацию по теме «Белорецкое горнозаводское хозяйство дворян Пашковых в первой половине XIX века». Работал преподавателем истории в Ленинградском, а затем в Выборгском педагогическом институте.
Уже в этот период начал сбор материалов для докторской диссертации по вопросам социально-экономического развития дореволюционного Урала, развития машиностроения и транспорта в регионе. Посвящённые этим проблемам научные работы публиковал в журналах «История СССР», «Огонёк», «Урал» и других.
В 1956 году в Ленинграде возник план организационного соединения двух педагогических институтов — имени Покровского и Герцена, связанный с перестановкой кадров. Ушакову пришлось выбирать новое место работы между Новгородом и Мурманском. Поскольку в Мурманске обещали предоставить жильё, Ушаков в 1957 году переехал на Кольский Север, где приступил к работе старшим преподавателем истории в Мурманском государственном педагогическом институте (ныне университете), пройдя в нём путь до профессора кафедры отечественной истории.
Малая изученность дореволюционного периода Кольского края подтолкнула Ушакова к серьёзным научным исследованиям. Он начал поиски исторических источников, регулярно работая в различных архивах и библиотеках. Для сбора материалов ездил в Архангельск, Ленинград, Москву, Петрозаводск. Через два года этой упорной и кропотливой работы, в 1959 году, вышла первая научная работа Ушакова по истории Кольского края — статья «Нападение английского военного флота на Мурман в 1809 году». В 1960-х годах появились и другие его труды: брошюра «Кольский острог» и ставшие важным этапом «Краеведческие материалы по истории» для школ Мурманской области, которые в системе представили историю Кольского полуострова в дореволюционный период. Одновременно Ушаков активно проводил просветительские лекции в школах, библиотеках, выступал по радио, на телевидении. Он также часто публикует найденные исторические материалы на страницах местных газет: сначала в «Полярной правде», «Комсомольце Заполярья» и «Рыбном Мурмане», затем — в «Советском Мурмане» и «Мурманском вестнике». Его интересовали самые разнообразные сюжеты истории Кольской земли: история отдельных населённых пунктов, памятники поморского зодчества, быт саамов и поморов.
Итогом этих изысканий учёного и краеведа стала вышедшая в 1972 году под редакцией доктора исторических наук И. П. Шаскольского книга «Кольская земля: Очерки истории Мурманской области в дооктябрьский период», ставшая первой крупной работой по истории Кольского Севера с древнейших времен до революции 1917 года. Материалы монографии в дальнейшем были положены в основу докторской диссертации Ушакова «История Кольского Севера с древнейших времен до 1917 года», которую он защитил в 1980 году в Ленинградском педагогическом институте имени А. И. Герцена.
Скончался 16 ноября 2002 года в поезде, возвращаясь из отпуска домой. Похоронен в Мурманске.

## Семья
Жена — Вера Никифоровна Ушакова (1927—2019), педагог. Сын — Алексей Иванович Ушаков (род. 1957), поэт, историк-генеалог. Трое внуков.

## Научный вклад
И. Ф. Ушаков внес значительный вклад в историографию Русского Севера тем, что представил обширную панораму истории Кольского полуострова в досоветское время, исправил ошибки предшественников, принял участие в дискуссиях по многим научным вопросам. Научный авторитет И. Ф. Ушакова признавали А. И. Копанев, П. А. Колесников, И. П. Шаскольский и другие знатоки древностей Русского Севера. Опубликовал более 400 научных и научно-популярных работ. Автор 20 книг и брошюр, в том числе: «Кольская земля» (1972), «Успенская церковь в селе Варзуга» (1974), «Кольская старина» (1986), «История Кольского Севера (досоветский период)» (1992), «Кольский Север в досоветское время. Историко-краеведческий словарь» (2001), «Белый Мурман» (2001). Важнейшие труды Ушакова вошли в трёхтомник «Избранные произведения. В трех томах» (1997−1998).

## Награды и звания
- Награждён орденом Отечественной войны I степени (1985), орденом Дружбы (1999), медалями «За отвагу», «За боевые заслуги», «За взятие Будапешта», «За взятие Вены», «За победу над Германией в Великой Отечественной войне 1941—1945 гг.».
- Почётный работник высшего профессионального образования.
- Почётный гражданин города-героя Мурманска.

## Память
- В память об Иване Фёдоровиче Ушакове в МГПУ ежегодно проводятся Ушаковские историко-краеведческие чтения.
- 2 марта 2005 года на фасаде исторического факультета МГПУ была открыта мемориальная доска памяти И. Ф. Ушакова.